# Lights Out (canción de Breaking Benjamin)
«Lights Out» es una canción de la banda estadounidense de metal alternativo Breaking Benjamin. Fue lanzado el 15 de junio de 2010 como el tercer y ultimó sencillo de su cuarto álbum de estudio Dear Agony, editado en septiembre de 2009.

## Antecedentes
En una entrevista con The Weekender, Ben habló sobre su trabajo de composición con Jasen Rauch:

Habíamos estado de gira antes, hace años, y él me había dado un CD con el material inicial de RED. Eran solo fragmentos, realmente estaba en las primeras etapas. Me encantó, me encantó todo lo que contenía. Jasen y yo tenemos la misma mentalidad en muchos aspectos, especialmente en la composición, y él básicamente escribe canciones como a mí me gustaría que se escribieran y escribe canciones que a mí me gustaría escribir yo mismo. Empezó, y yo hice una canción en el álbum Innocence & Instinct (2009), y, por diversión, trabajamos en otras cosas y partimos de ahí. Ahora, lo considero una especie de compañero de aventuras y de composición y definitivamente espero hacer muchas más cosas con él en el futuro. Hicimos cuatro juntos. Él hizo el outro de “I Will Not Bow” después del último estribillo, él y yo escribimos “Without You”, él escribió el riff y algunas otras cosas en una canción llamada “Lights Out”, y él y yo escribimos “Hopeless”.

## Lista de canciones
| Sencillo promocional |                       |          |  |
| N.º                  | Título                | Duración |  |
| 1.                   | «Lights Out»          | 3:35     |  |
| 2.                   | «Lights Out»          | 3:35     |  |
| 3.                   | «Lights Out»          | 3:35     |  |
| 4.                   | «Short Research Hook» | 0:12     |  |
| 5.                   | «Long Research Hook»  | 0:17     |  |

## Posicionamiento en lista
| Lista (2010)                     | Posición |
| -------------------------------- | -------- |
| US Hot Rock Songs (Billboard)    | 21       |
| US Alternative Songs (Billboard) | 29       |
| US Mainstream Rock (Billboard)   | 9        |